# 内藤隆貞
内藤 隆貞（ないとう たかさだ）は、戦国時代の武将。大内氏家臣。父は内藤興盛。母は内藤弘矩の娘。通称は弥六。

## 生涯
長門国守護代を務める大内氏重臣・内藤興盛の三男として生まれる。大内義隆に仕えて「隆」の偏諱を与えられ、「隆貞」と名乗った。
天文7年（1538年）6月12日、大内義隆の使者として、当時人質として周防国山口に滞在していた毛利隆元に海月1折を贈っている。
天文16年（1547年）12月24日に死去。内藤氏の系譜に隆貞の妻子は記されておらず、後継についても不明である。

## 系譜
- 父：内藤興盛（1495-1554） - 内藤氏当主。長門国守護代。
- 母：内藤弘矩の娘